# Hofstätten an der Raab
Hofstätten an der Raab é um município da Áustria, situado no distrito de Weiz, no estado da Estíria. Tem 15,25 km² de área e sua população em 2019 foi estimada em 2.315 habitantes.